# Charles de Saint-Évremond
Charles de Marguetel de Saint-Denis, seigneur de Saint-Évremond, född 1 april 1610, död 29 september 1703, var född i Saint-Denis-le-Guast, nära Coutances, hans familjs högsäte i Normandie.
Han var kapten i det trettioåriga kriget och studerade Michel de Montaignes arbeten, spanska språket och italienska språket under fälttågen.